# Diny de Neef
Alberdine "Diny" de Neef (Amsterdam, 23 december 1926 - Drachten, 28 juni 1978) was een Nederlands actrice.

## Biografie
De Neef volgde een opleiding aan de Amsterdamse Toneelschool en maakte in 1947 haar debuut bij het Amsterdamsch Toneelgezelschap. Andere toneelgroepen waar ze actief was waren Toneelgroep Test, het Nieuw Jeugdtoneel en de Noorder Compagnie. Ook trad ze op in het cabaret van Wim Sonneveld en bij de cabaretgroep Tingel Tangel. Daarnaast was ze te zien in enkele televisieseries zoals De Avonturen van Okkie Trooy en Kunt u mij de weg naar Hamelen vertellen, mijnheer?. Ook speelde ze een rol in Wat zien ik!?, de verfilming van de bestseller van Albert Mol door Paul Verhoeven. De Neef was getrouwd met Robert Sobels.